# Rudeži
Rudeži is een plaats in de gemeente Dvor in de Kroatische provincie Sisak-Moslavina. De plaats telt 0 inwoners (2001).